# Nur Aishah Rofina Aling
Nur Aishah Rofina Aling (* 31. Januar 1999) ist eine malaysische Leichtathletin, die sich auf den Sprint spezialisiert hat.

## Sportliche Laufbahn
Erste internationale Erfahrungen sammelte Nur Aishah Rofina Aling im Jahr 2023, als sie bei den Südostasienspielen in Phnom Penh in 12,12 s den siebten Platz im 100-Meter-Lauf gewann und mit der malaysischen 4-mal-100-Meter-Staffel in 44,58 s die Bronzemedaille hinter den Teams aus Thailand und Vietnam. Im August schied sie bei den World University Games in Chengdu mit 12,20 s im Vorlauf über 100 Meter aus und verpasste mit der Staffel mit 45,66 s den Finaleinzug. 2025 belegte sie mit der Staffel bei den Asienmeisterschaften in Gumi in 44,75 s den sechsten Platz.
2022 wurde Rofina Aling malaysische Meisterin im 100-Meter-Lauf.

## Persönliche Bestleistungen
- 100 Meter: 11,80 s (−0,2 m/s), 3. Mai 2025 in Kuala Lumpur
- 200 Meter: 24,69 s (+0,1 m/s), 4. Mai 2025 in Kuala Lumpur